# Sanjhi
L’art de Sanjhi (déesse) est lié au festival du même nom. Dans les provinces rurales du Rajasthan, du Madhya Pradesh, de Uttar Pradesh, du Punjab et de Haryana, les jeunes femmes non mariées célèbrent cet art en vue de trouver un mari et d’avoir des enfants.